# 孙复墓
孙复墓，是位于中国山东省泰安市东平县梯门镇东瓦庄村的一个宋代古墓葬，2016年入选泰安市第四批文物保护单位。
孙复墓是宋代学者孫復的墓葬，封土高6米，直径约40米，墓身为黄粘土筑成。